# M29 ウィーゼル
M29ウィーゼル（M29 Weasel）は、第二次世界大戦中に開発された軍用装軌車両である。雪上での特殊作戦に用いることを想定した雪上車としてスチュードベーカー社が開発した。制式名称はM29輸送車（Carrier, Cargo, M29）。後に水陸両用性能を高めたM29Cウォーターウィーゼル（M29C Water Weasel）が開発された。
当初予定されていたノルウェーにおける雪上特殊作戦には用いられなかったが、ヨーロッパ、太平洋、アラスカ方面に投入され、様々な目的に利用できる多用途車両として運用された。また、1950年代には南極や北極への探検遠征に投入された。

## 歴史

### 開発
ウィーゼル開発の発端となったのは、イギリス人科学者ジェフリー・パイクがノルウェー方面における枢軸軍および産業への攻撃を提案する際、その一部として提唱した雪上車のアイデアである。彼が提案した計画は「プラウ計画」（Project Plough）と名付けられており、ナチス・ドイツの核兵器開発阻止を最終的な目的としつつ、これを達成する小規模なコマンド部隊と共にパラシュートで降下することが可能で、なおかつ雪上での装備等の運搬や移動を速やかに行える軽量高速輸送車が必要とされていた。その後、作戦遂行のための特殊部隊として悪魔の旅団が結成されたものの、プラウ計画自体は実現可能性の低さを理由に却下されている。
1942年、スチュードベーカー社は180日以内の製造開始を条件に契約を結び、プラウ計画向け雪上車の設計を開始した。プロトタイプは60日未満で完成し、さらに改良を加えたものが1943年11月にM29輸送車として制式採用された。
初期型と後期型で履帯の幅が異なる。最初に製造された2,103両では15 in (380 mm)の履帯が用いられていたが、後期型では20 in (510 mm)のものが用いられた。水陸両用車であり、水上航行能力を有してはいたが、乾舷が小さく浸水の危険があった。M29Cウォーターウィーゼル（M29C Water Weasel）は水上航行能力を強化したモデルで、前方および後方にフロートが設けられ、二枚舵が追加されていた。

### 運用
プラウ計画自体は開発中に却下されていたが、雪上以外にも泥地や砂地、沼といった通常の装輪車の運用が困難な地域を走破可能な車両としてM29は重宝された。ヨーロッパ、太平洋、アラスカ方面に投入されたM29は、軽輸送車、指揮車、通信車、救急車、電話線敷設車など、様々な任務のために使用された。第二次世界大戦終戦までの生産数はおよそ15,000両だった。1950年代に入ると、極地探検に用いる雪上車としてM29に注目が集まり、各国の遠征隊によって広く使用された。
1945年、太平洋戦争の終結に伴いマニラにて余剰となっていたM29Cをフランスが購入し、インドシナ方面に投入した。フランス軍では「クラブ」（Crabe, 「カニ」）の愛称で呼ばれ、不整地走行能力や高い機動力を活かし、田園地帯での偵察や襲撃に用いられた。フランスの極地遠征を指揮した民族学者・冒険家のポール・エミール＝ヴィクトルは、1948年に実施されたグリーンランド遠征および1949年に実施されたアデリーランド遠征にて初めてM29Cを投入した。以後、長らく極地遠征隊によって運用されていたが、1967年には後継車両として開発されたホチキスHB40への更新が始まった。
第二次世界大戦後の日本では、進駐軍が持ち込んだM29Cが民間における雪上車開発の参考とされたほか、1950年に設置された警察予備隊ではアメリカ軍から給与されたM29Cを北海道方面で運用していた。警察予備隊では数の不足や修理の遅れのため、早いうちからM29Cの更新が求められていた。1952年から後継車両の開発がスタートし、自衛隊への改組を経た1960年になって60式3t雪上車が採用された。

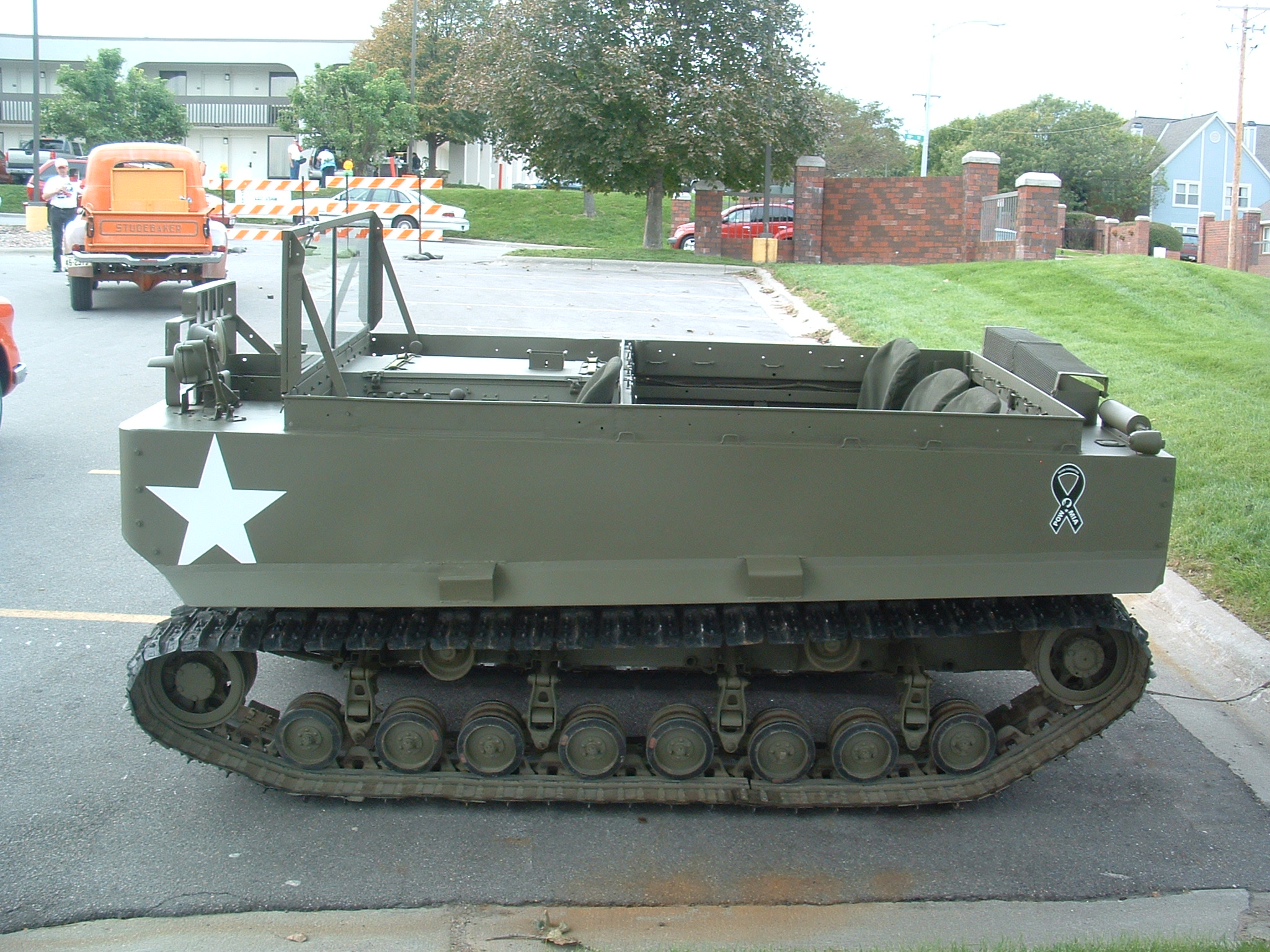
M29
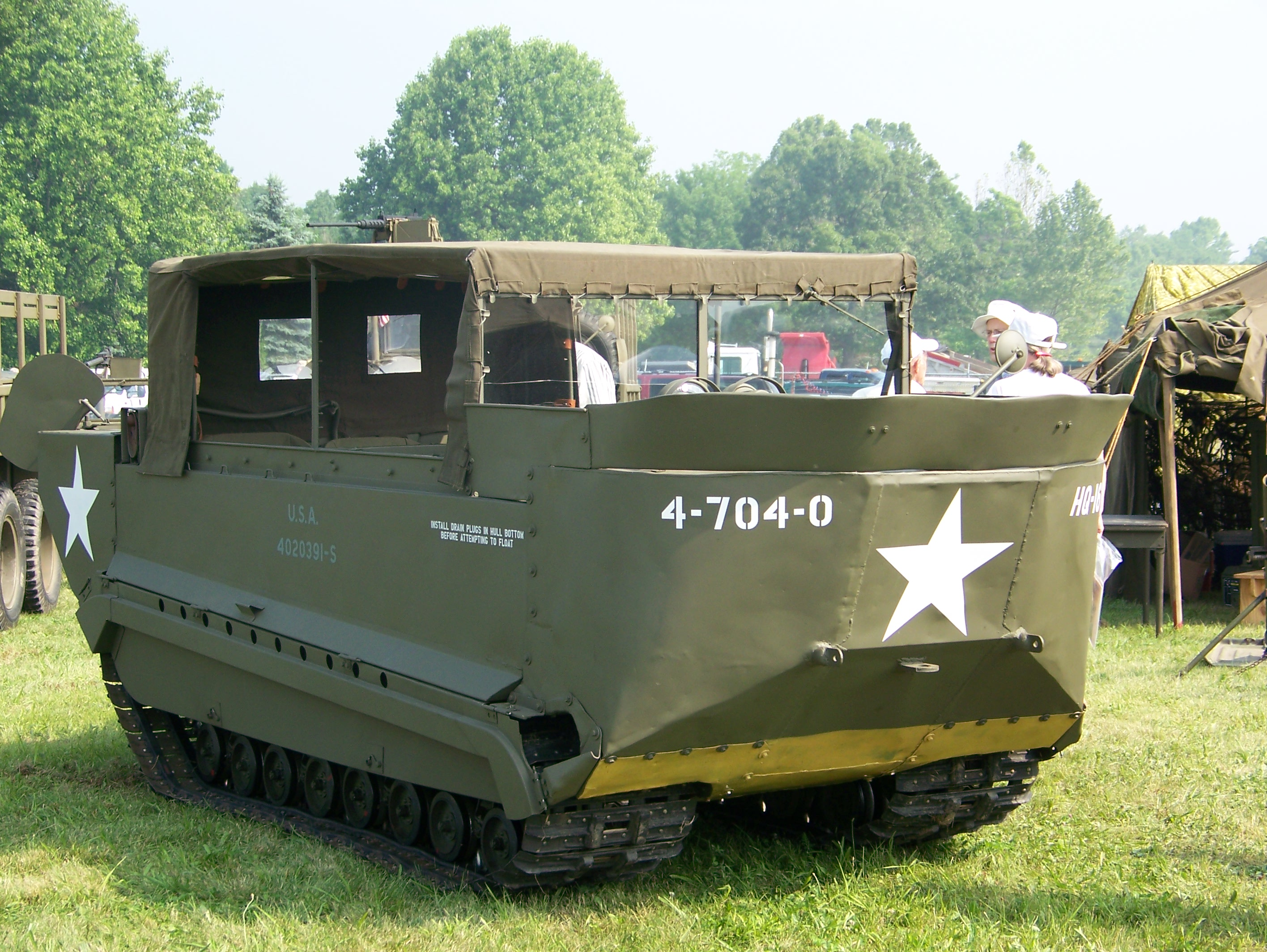
M29C
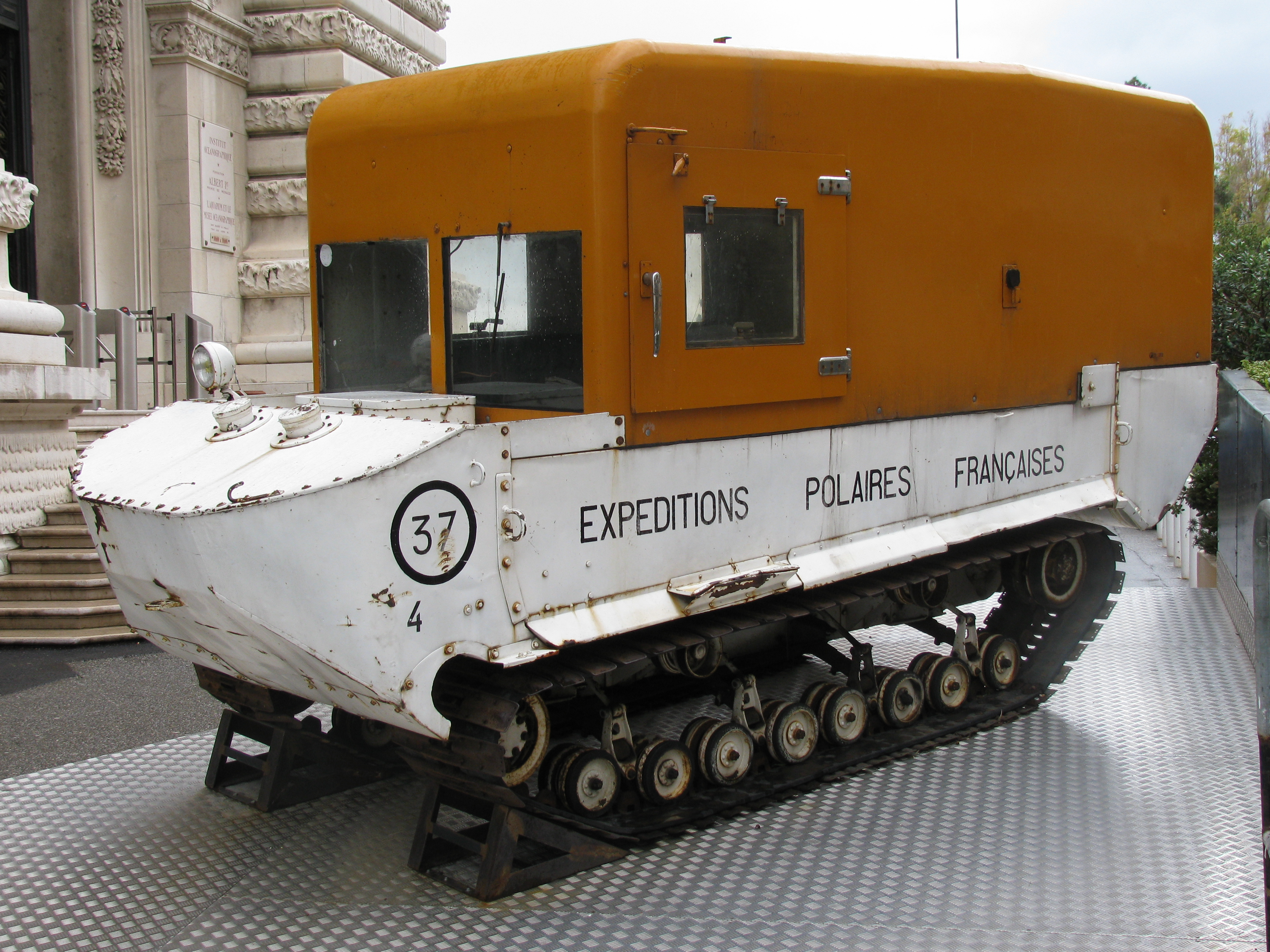
フランスの極地遠征（フランス語版）に用いられたM29C
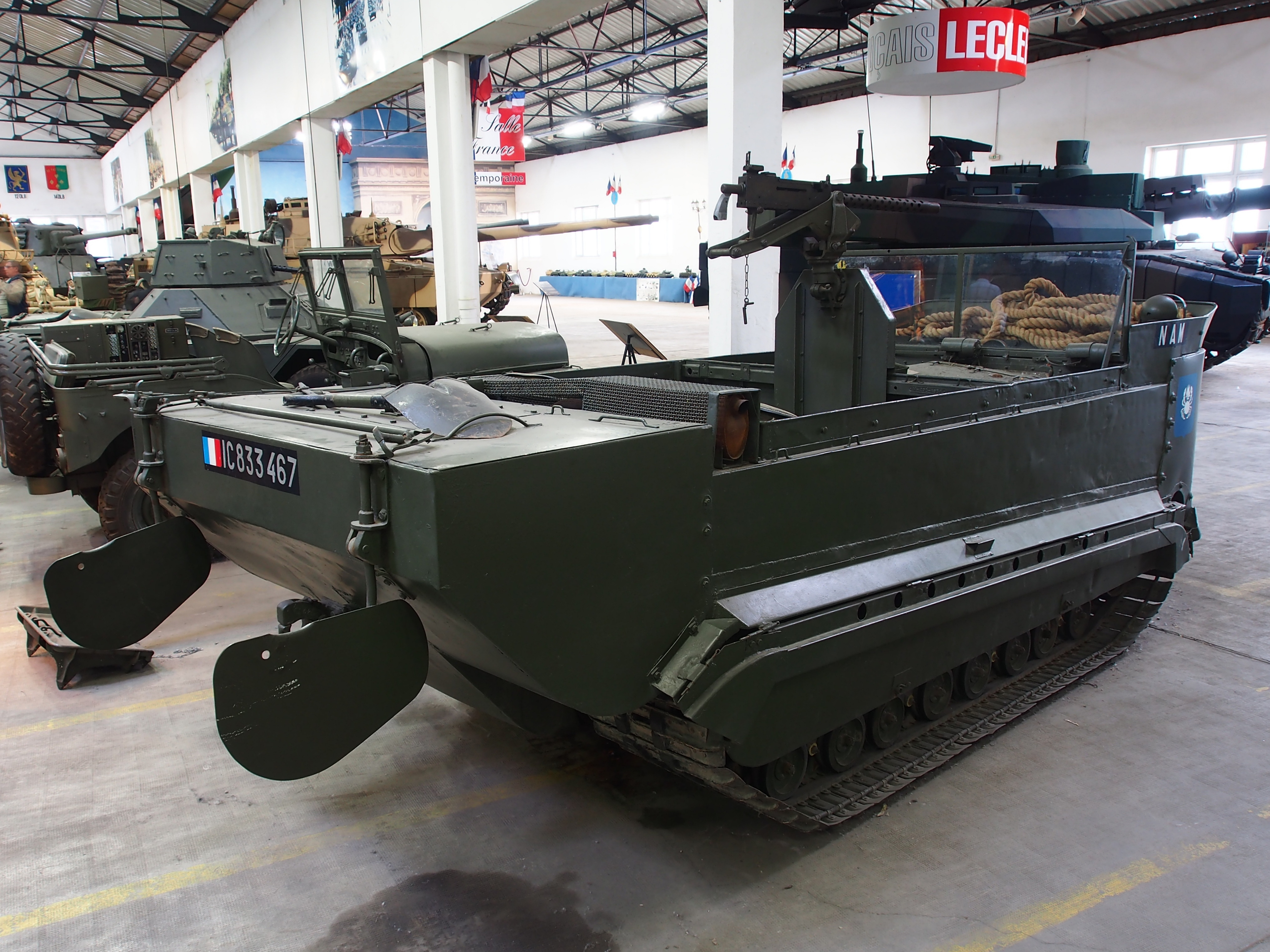
ソミュール戦車博物館に展示されたM29C。M1919機関銃が取り付けられている
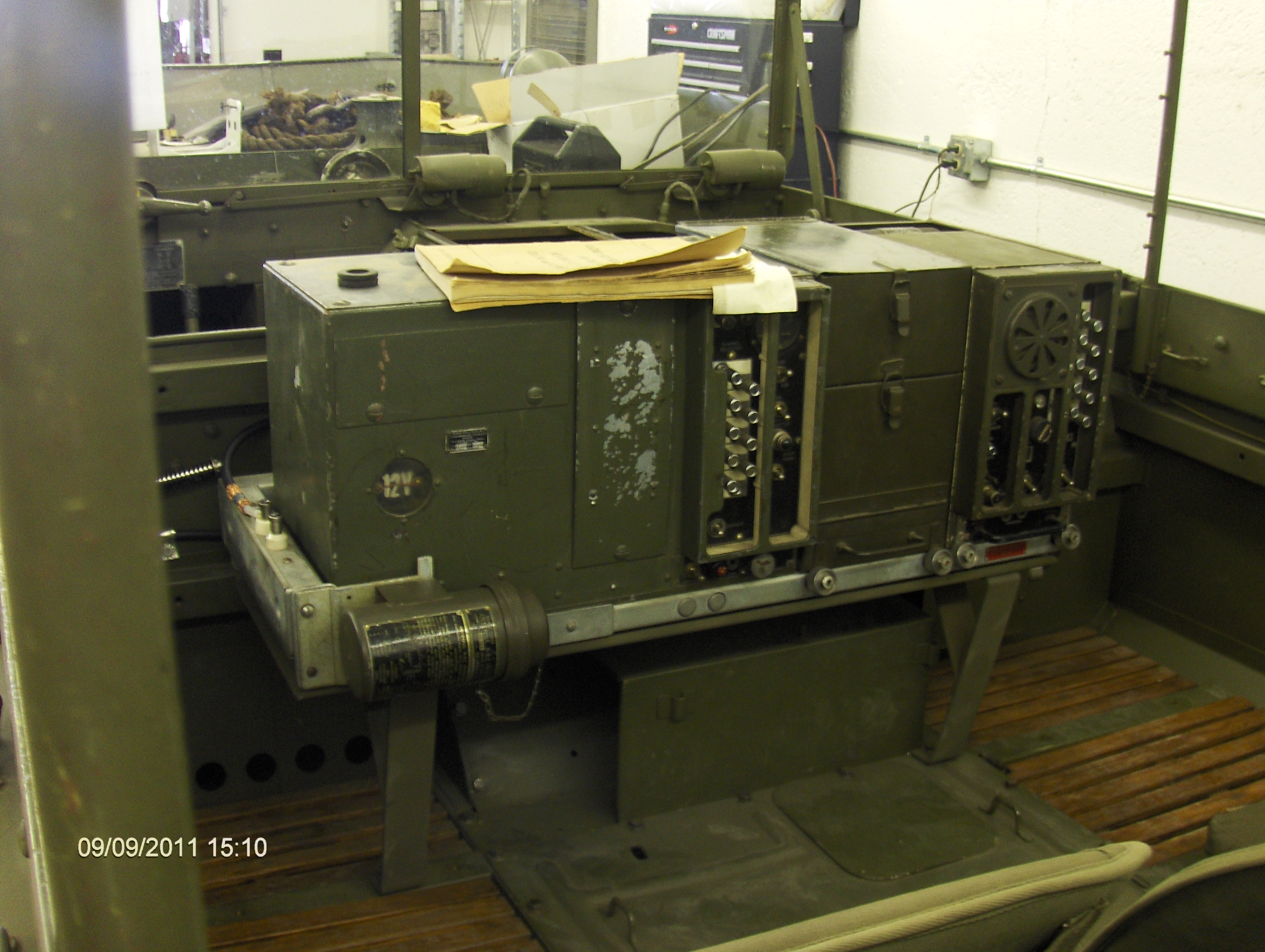
M29の車内に搭載されたSCR-508無線機（英語版）
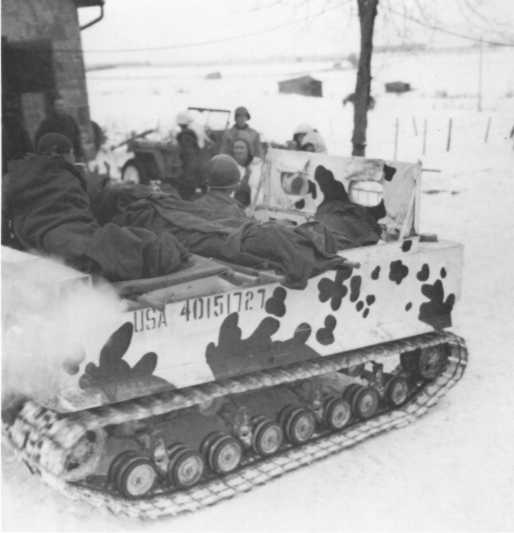
負傷兵を輸送するM29（1944年、ベルギー）
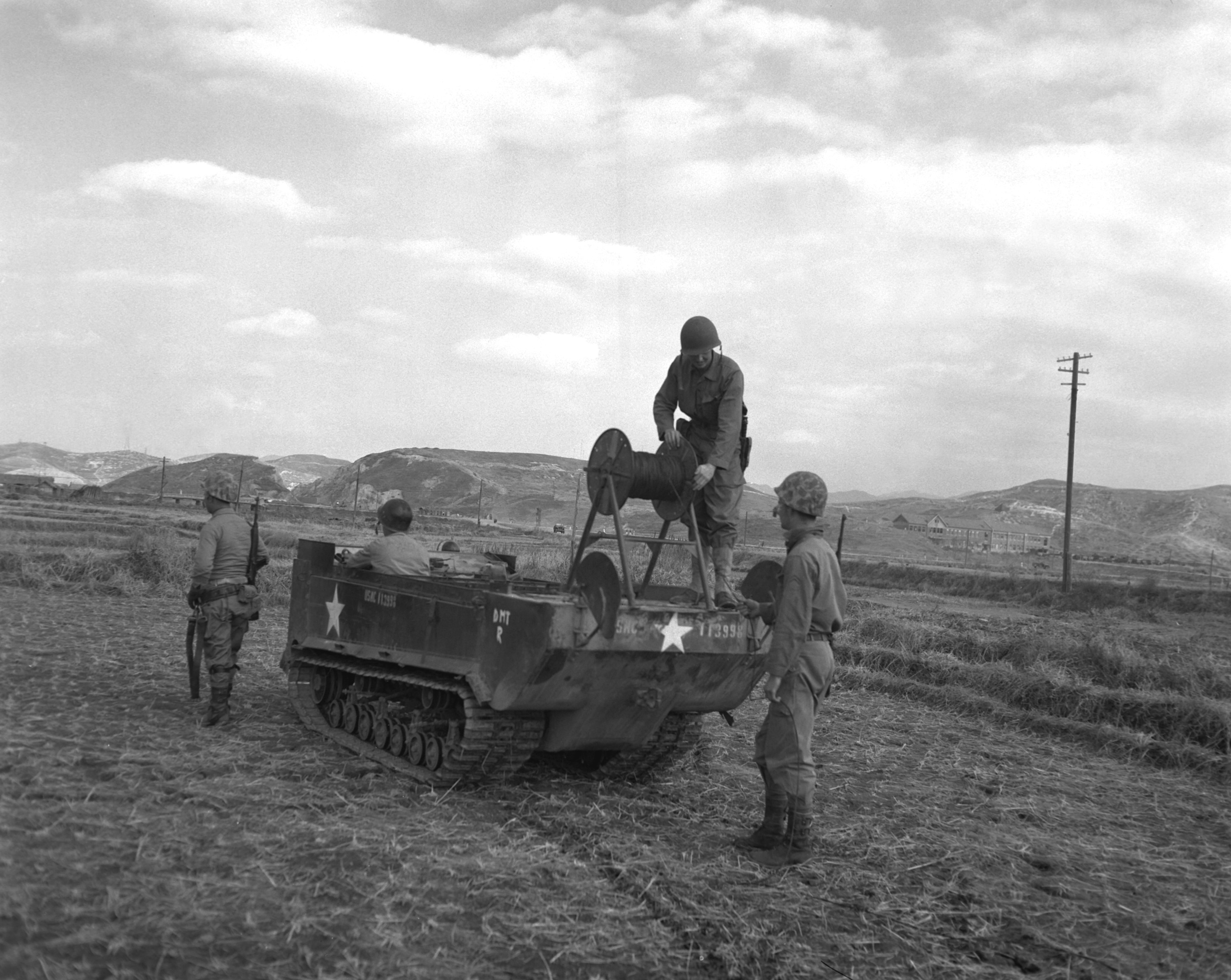
興南方面でM29Cを用い電話線敷設を行う海兵隊員（1950年）
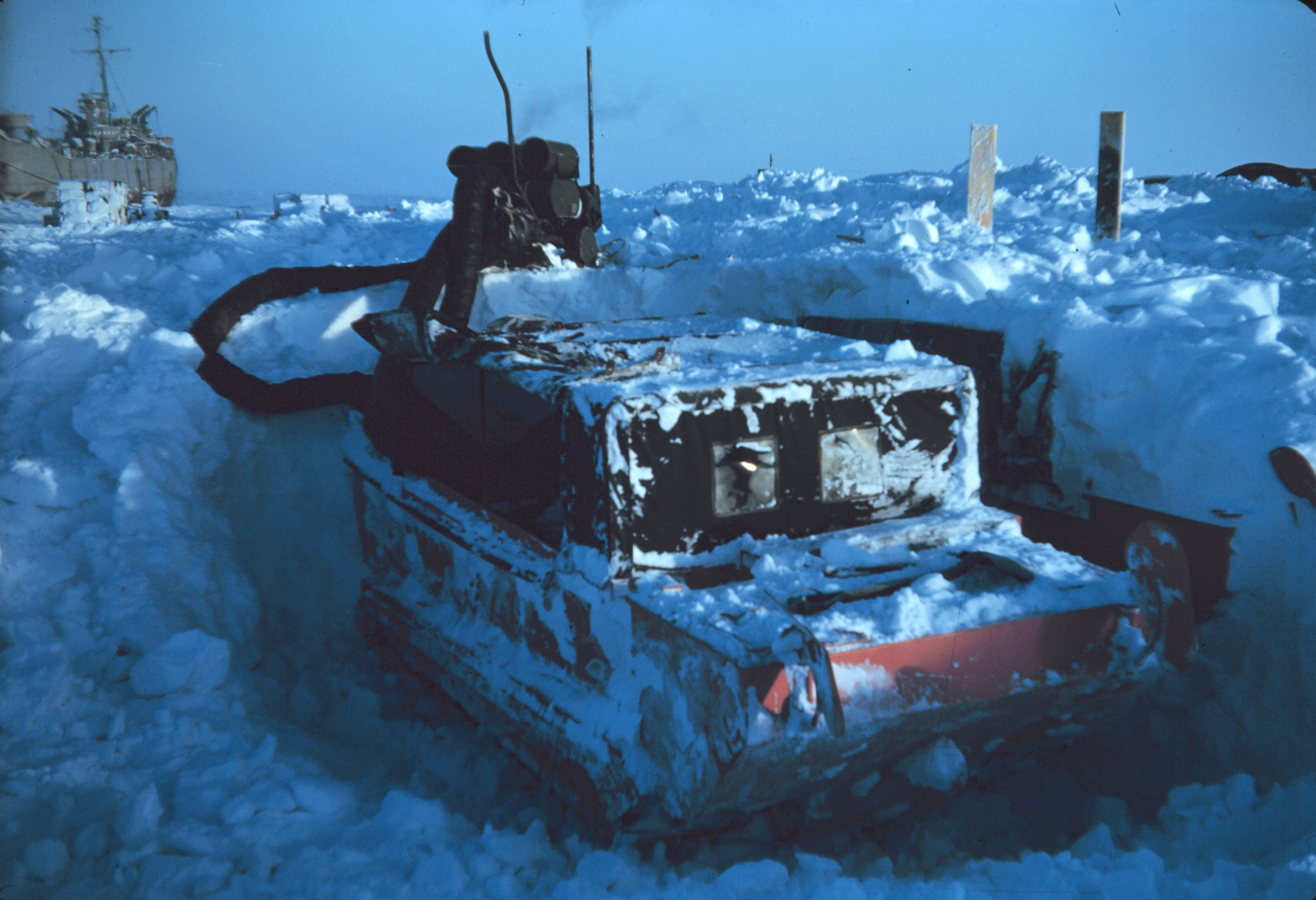
米海洋大気庁士官部隊で運用されるM29C。外部ヒーターが接続されている（1951年、アラスカ）
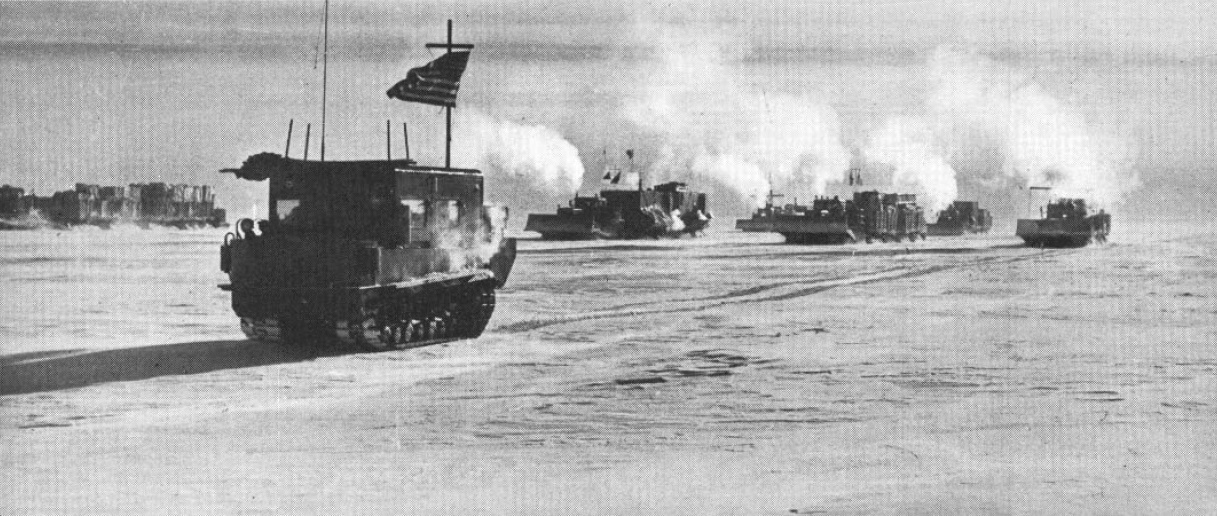
南極にて米海軍遠征隊の物資を輸送するM29C（1958年頃）
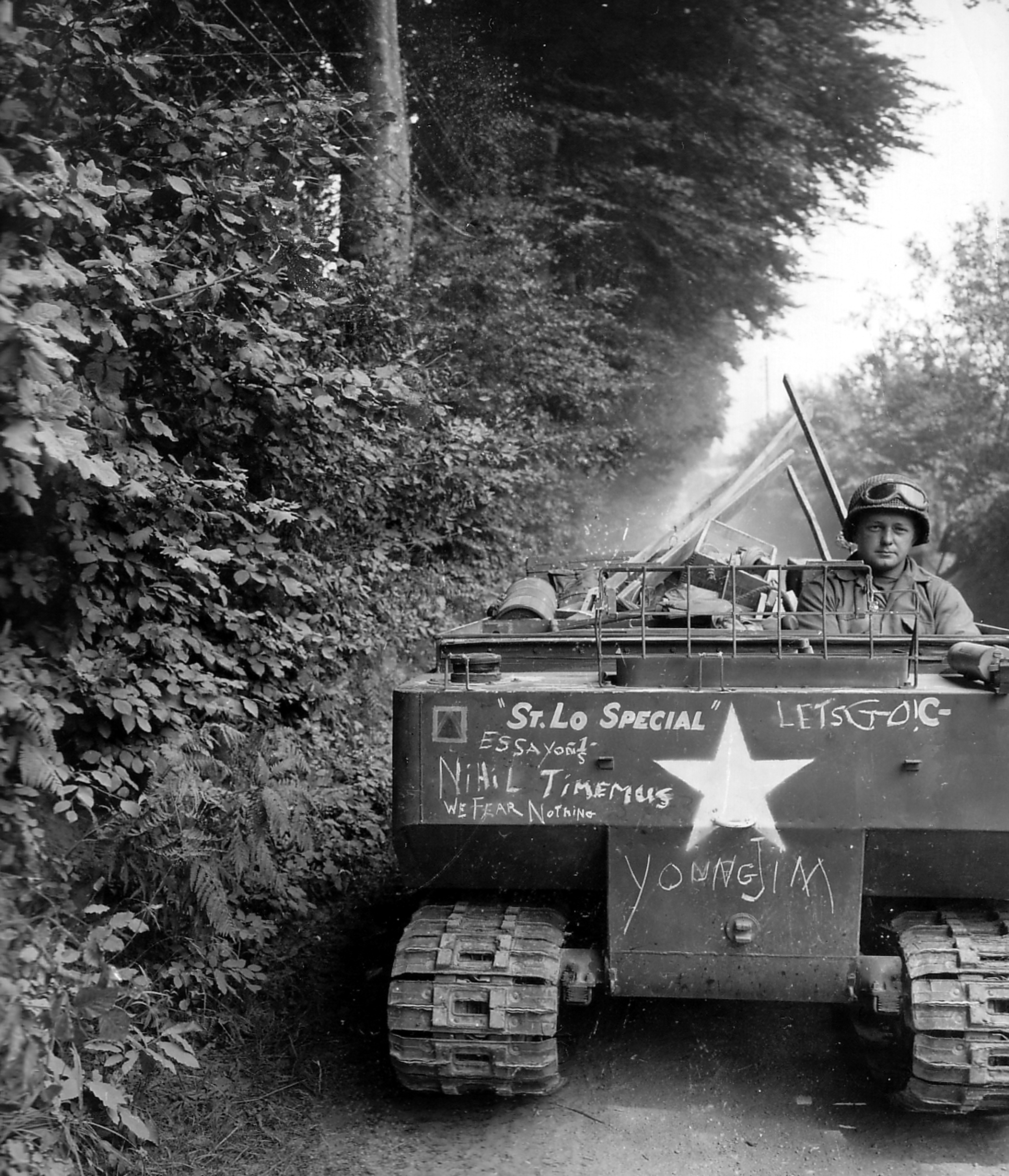
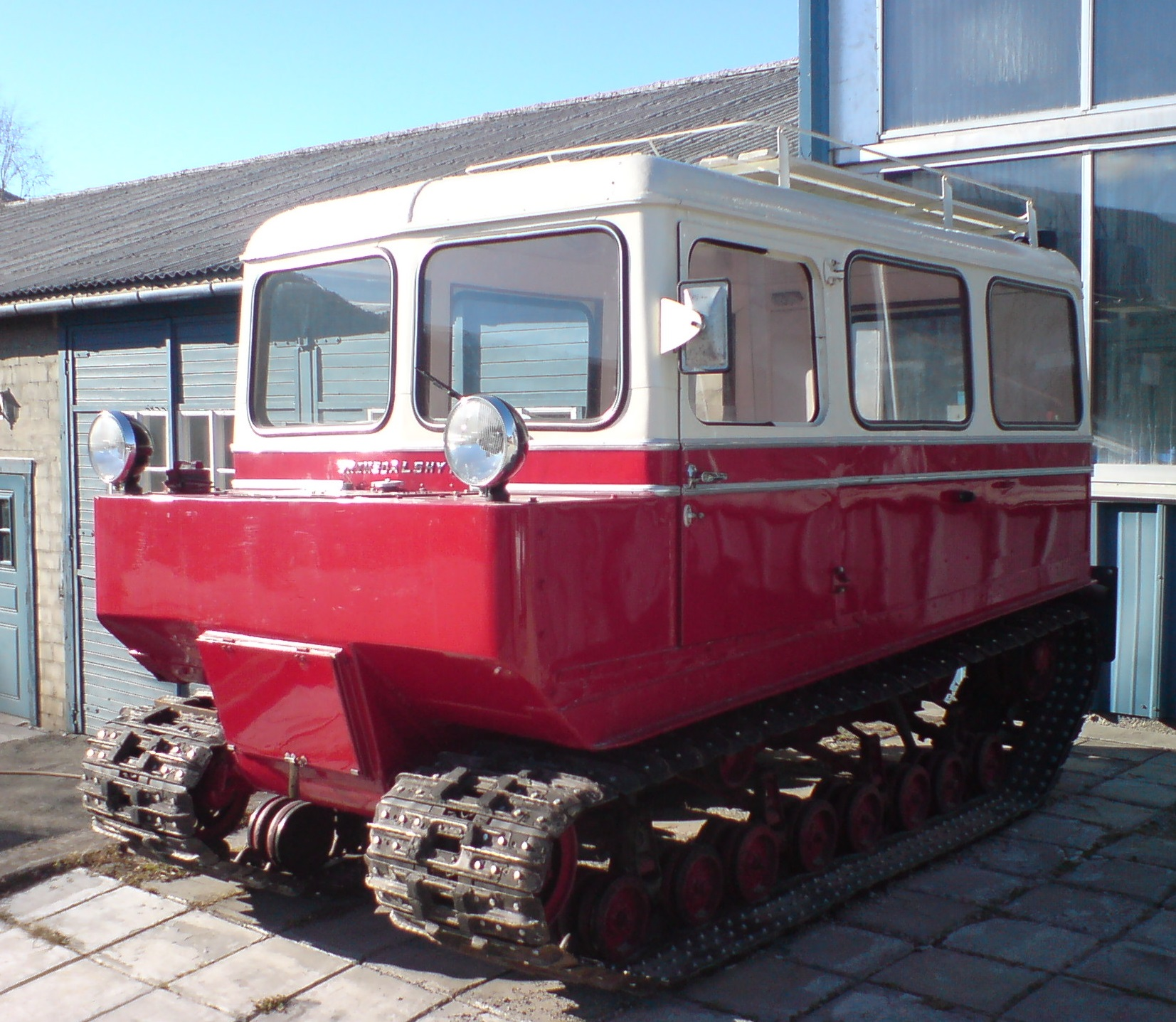
雪上バスとして改装されたM29C
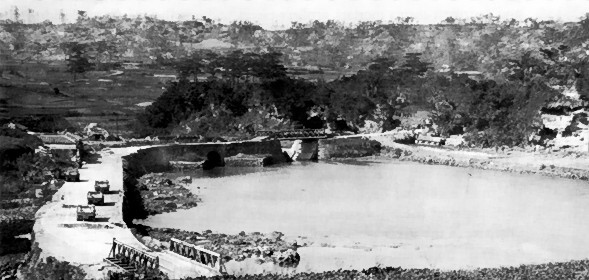

## 派生型
T-15
試作車両
M28 (G154)
M29 (T24)
フロートなし (G179)
M29C
フロート付き
M29C Type A
正面に向けたM20 75mm無反動砲付
M29C Type B
側面に向けた75mm無反動砲付
M29C Type C
正面に向けたM3 37mm砲付

## 諸元
- 戦闘時重量：4,451 lb (2,019 kg)
- 出荷時寸法：
  - 340 cu ft (9.6 m3); 57.7 sq ft (5.36 m2)
- 地上高：11 in (280 mm)
- 接地圧：1.9 psi (13 kPa)
- 牽引フック高さ（積載時）：27.125 in (0.6890 m)
- 電気システム：12V
- ブレーキ：機械的・外部収縮式
- トランスミッション：3速
- トランスファー：2速

エンジンはスチュードベーカー製6-170チャンピオン（Model 6-170 Champion）で、元は1939年に発売され、当時経営難にあったスチュードベーカーの業績を立て直すヒット作となった小型乗用車チャンピオン用の民生エンジンを流用したものである（このエンジンはサイドバルブ仕様のまま、スチュードベーカーの市販乗用車で1960年モデルまで用いられた）。エンジンのスペックは水冷サイドバルブ直列6気筒、排気量169.6 cu in (2,779 cc)、4ストローク、72オクタンガソリン使用、回転数3,600rpm、70馬力。燃料タンク容量は35 US gal (130 L)。平均的には1ガロンあたり5マイル走行できたので、1度の給油で165 mi (266 km)走行することが可能だった。
パフォーマンス
| 最大登坂能力       | 100 %               |
| 旋回半径           | 12 ft (3.7 m)       |
| 渡河可能深度       | 浮航可（M29C）      |
| 渡溝可能な限界幅   | 36 in (91 cm)       |
| 乗越え可能な限界高 | 24 in (61 cm)       |
| 最高許容速度       | 36 mph (58 km/h)    |
| 最大許容牽引荷重   | 3,800 lb (1,700 kg) |